# 標本 (分類学)

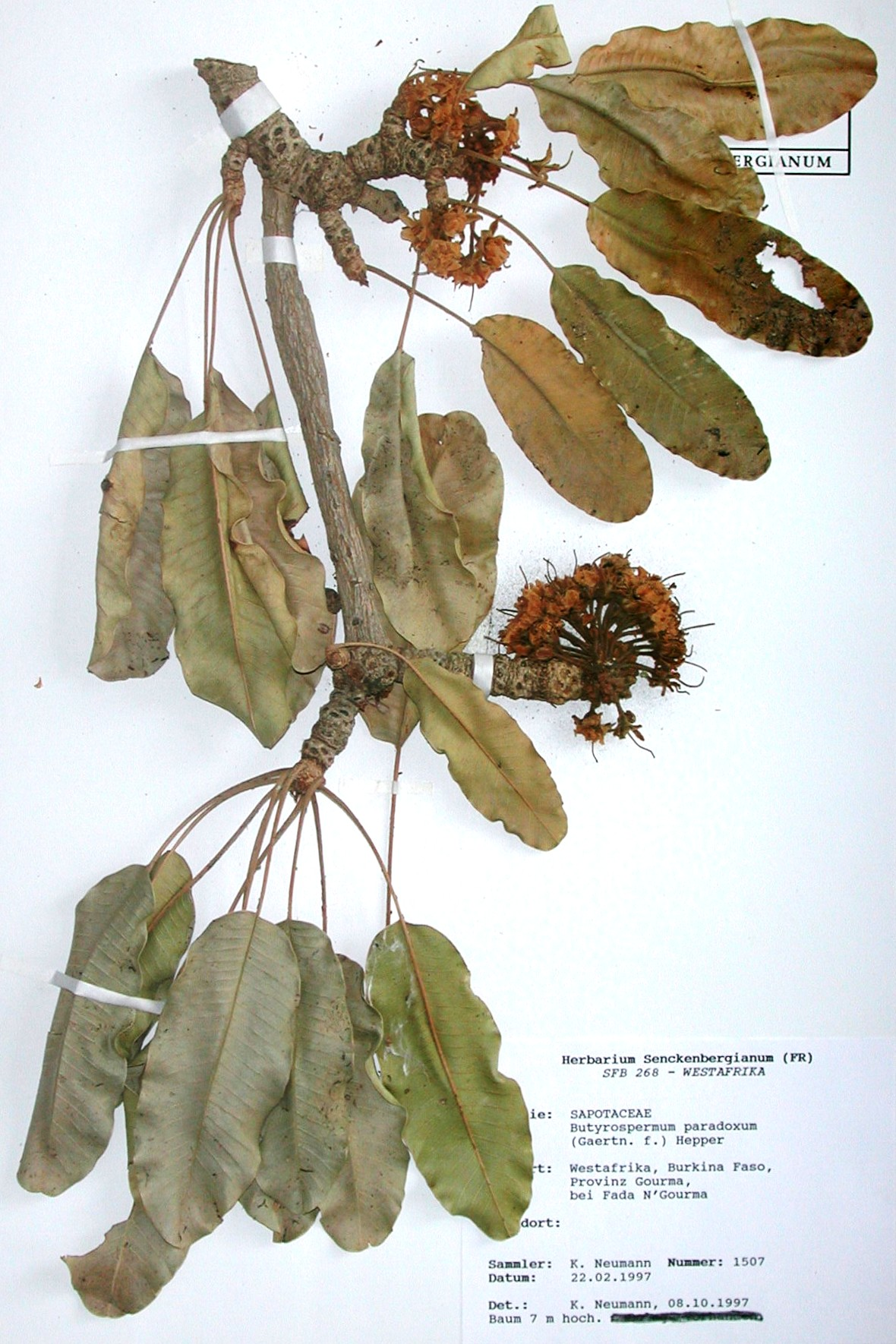
シアの木 (Vitellaria paradoxa) の乾燥標本

生物の標本（ひょうほん、英: specimen）とは、生物体の全部、あるいは一部を保存可能な状態にしたものである。分類学においては、標本はその生物の存在を証明し、その特徴を明らかにするための大事な証拠である。分類群によって扱いはやや異なるが、うまく保持するために、さまざまな方法が使われている。

## 標本を作る時
生物の標本は、生物を採集した場合に、それを保存するために一定の加工をしたものである。分類学においては、採集した生物が新しいものであった場合、その生物の特徴を調べて文章で記述し、スケッチをとることでそれを記録する。しかし、記録の誤りがあるかも知れず、見落としもある可能性があるから、観察した生物をいつまでも変わらぬ形で保存することが望ましい。これを目的としたのが標本作製であり、それによって作られたものが標本である。むしろ、採集したものを生きたまま観察できるとは限らないから、あらかじめそのような標本の形にしたものについて研究が行われるのが通例であり、したがって、生物採集が行われた後、まず行われるのが採集品を標本とする処理であることも多い。
また、新種記載以外にも標本作製の必要はある。そもそも、新種であると判断するためには既知種の知識が必要であるが、種にはそれなりの個体変異があるから、単一の標本ではそれを知ることができない。したがって、既知種についての多くの標本の存在がなければ、新種であるとの判断はできないことである。また、生物について新たに学び始める場合、書物の上の知識では間に合わない部分が多々あり、個人の学習においても標本作製は重要な学習方法であり得る。
生物学のそれ以外の分野でも、標本が作られることは多い。例えば生態学的研究においても、対象とする生物の同定をより確実にするために標本が保存されるほか、対象とする個体の詳細な情報を得るために捕獲し、殺して保存する場合には標本作製の方法を用いる。
動物行動学などでは、種の違いが決定的な問題となる場合があり、同定の精度が重要になる。例えば同一種と考えてデータを取っていたのに、実は複数種が混じっていることが判明すれば、それまでのデータが無意味となり、泣く泣く破棄しなければならない例もある。そういう場合にも、標本があれば同定の再確認ができる。
もう一つ、標本作製が行われるのは、趣味のコレクションや博物館での展示、あるいは学校における理科学習の際の演示のためである。この場合、形質の保持とともに、あるいはそれ以上に、見栄えのよさが重視される。狩猟の獲物を剥製にするのも、そういった意味では標本である。学習教材としての標本は、常に一定の需要があるから、理科教材店などがそれを扱っている。
標本作製や、それにかかわる操作等は、分類群によってそれぞれに異なる。専門的には、それぞれの群でよい保存法が模索され、それに基づいてある程度決まった方法で標本にすることが求められる。ここではおおよそ全般にかかわる内容について述べる。

## 標本に求められるもの
分類学的な目的で作られる標本は、その生物を代表するものであるべきである。伝統的には形態的特徴が重視されてきたため、それが十分に表現されるものが求められた。
昆虫採集のように小型の生物であれば、一個体を丸々採集するのは簡単である。大きくても、脊椎動物のように個体性が明確なものは、それを採集する。個体による変異もあるから、できれば複数個体の確保が望ましい。
植物のように個体性が明確でないものは、一部だけを採集するのが珍しくない。特に、樹木のように大きいものは、すべてを取り切ることはまずできない。そのような場合、もっとも特徴が出ている部分を切り取る。一般に種子植物の構造は枝に葉が並び、その間に花や実がつくのを単位として、全体にそれらが繰り返された構造をもつので、それらの特徴を含む構造を切り取る。具体的には複数の葉をつけ、花や実のついた枝をもって標本とするのを理想とする。株立ちになったり、匍匐枝を伸ばすような草本の場合も同様に考える。例外的に、シダ植物門の場合には葉一枚を標本とすることが多い。動物でも群体性のもの、例えばサンゴのようなものは、群体全体を取るか、植物と同様に考え、その一部を採集する。また、一個体から、例えば枝と花と樹皮、という風にあちこちの部分を切り取って、これらをまとめて一つの標本と見なす、というやり方もある。
基本的には成熟した成体を採集するものであるが、生活環のそれぞれの段階も必要に応じて採集する場合もある。いずれにせよ、生殖器官はその生物の重要な特徴である場合が多いから、それを含む標本を作ることが必要であることが多い。
なお、標本はその生物の本来の形態を保存するものでなければならない。標本作成の処理によって妙な構造ができたりするのは避けなければならない。逆に、作成の操作によって生じる特徴が役に立つ場合もある。例えば、高等植物は、普通は乾燥して標本とするが、その際に黒変したり、特殊な色を生じるものがあり、これもその種の特徴として認められる。ただし、特殊な乾燥機を用いるなど、手順が異なると様子が変わることもある。

### 一部だけを標本とする場合
もっとも特徴が現れる部分のみを標本とする例や、保存しやすい部位だけを標本とする例もある。たとえば貝類は、貝殻のみを標本とする伝統があった。貝類には熱狂的なコレクター層があり、貝殻だけを収集することが普通であったというのもその原因のひとつであろう。いずれにせよ、この場合、それがその生物の一部であるとは認識されていなかった気配がある。とにかく基本的には貝殻の特徴だけに基づく分類体系が組み立てられていた。しかし、他の分野の生物学において生殖器の構造などに着目した分類が進むにつれ、それらにも目が向けられるようになり、さらに近年の分子系統学の進歩により、その方向からも光が当てられるようになったため、その分類体系に大きな見直しが必要となっている。
やむを得ず一部のみを標本とする場合もある。どうしても一部しか入手できなかった場合もある。ヤンバルテナガコガネは長い間、翅一枚のみで知られてきた。化石の場合、むしろこれが常態である。
逆の意味で特殊なのは菌類である。菌類では栄養体はほとんど特徴を示さず、生殖器官のみが注目される傾向がある。例えばキノコの標本は、キノコの部分のみを取り上げて作成される場合が多い。しかし、キノコの栄養体はキノコの基部から下に広がっている菌糸体である。したがって、この採集のやり方は、高等植物でいえば葉や茎を無視して花だけを採集しているのに近い。しかし、菌糸体を採集するのはまず不可能であるし、したとしても大した情報が得られないのも事実である。

## 模式標本
新種を記載する場合には、その根拠となる生物個体の標本を指定しなければならない。これをタイプ標本という。これについてはタイプ (分類学)の項目を参照のこと。

## 必要とされる情報
標本とは加工された生物体ではあるが、それだけの存在ではその価値は認められない。標本には、必ず採集の場所、日時、採集者などのデータが必要である。これは科学的再現性（といっても物理化学のような厳密なものではないが）の問題である。付帯すべき情報が欠落した標本は、その価値が著しく損なわれている。東南アジアなどで昆虫標本が販売されている場合、このようなデータがついていない例が多い。そこから珍しいものが発見されても、報告できる情報は多くない。データを付属させていても、処理や保管の間にこれらの情報が紛失したり、混乱したりといったトラブルはよくあることであるが、その結果として後世のその分野に混乱を残した例もある（例えばミヤコショウビンを参照）。
通例では、これらの情報はラベルに書いて標本に添付される。液浸標本では、紙に鉛筆等の薬品に強い筆記具で書き込んだものを標本と共に漬け込んでおく。

## 前処理
採集された生物試料は、そのまま標本とする場合もあれば、一定の下準備が必要な場合もある。実際に採集する場合にはあれこれゴミがついてくることが当たり前なので、標本作成時にはそれを片付けながら作業を行う。例えば高等植物であれば、根の土を洗い落とし、他の植物の葉を外し、虫を払い落として押し葉にする。
このような処理は早い方がよいから、遠隔地に採集旅行に出掛けた場合、実際の採集と共に標本作製の作業、あるいは前処理は重要な日程である。よくある風景が昼間は採集、夜は標本作りの作業、というもの。
また、とりあえずすべてを固定液に付け込んで、それからじっくりと処理する、というのもある。いずれにせよ、生きた状態では生物は変化し続けるし、勝手に死んでは腐敗するなど構造が変化するから、まずそれらを止めるのも大切な作業である。
その意味で、生きた採集品はできるだけ素早く殺すのが望ましい。しかし、中には一定の飼育を行った後に標本とする場合もある。たとえば花が咲きかけた植物を少し育てて咲いてから標本にする、といった場合である。また、昆虫採集は趣味のコレクションになる場合も多く、その場合、標本に傷が付いていないことを強く求める人がいる。そのため、幼虫から飼育して成虫にして、その後に標本にする、というやり方もある。いずれにせよ、飼育は野外の条件とは異なるので、その影響が標本の上に現れる可能性を忘れてはならない。なお、飼育動物を標本にするのはまた違う話である。
微生物の場合、顕微鏡下で試料を拾って、集めてプレパラートに置くなどの作業を行うものもある。パスツールピペットや極細の柄付き針などを用いて作業するが、これは一種の名人芸に類する面がある。その技術を生かして珪藻で図案を作る人などが実在する。他方、下手な場合はその作業中に標本を壊したり、紛失させたりという話もまた聞くところである。

## 保存法
標本を保存可能にする方法はさまざまであるが、おおよそは乾燥標本と液浸標本の二つである。
乾燥標本
乾燥状態で保存する。全身又は部分。管理が簡単で見栄えがよいが、保存される内容は少ない。
液浸（えきしん）標本
薬液に浸して保存する。原則的に全身に適用。管理がやや繁雑で見栄えはよくないが、保存される内容は多い。
固体化する溶剤に封じ込める、という方法もあるが、特殊な展示に使われることがある程度で、一般的ではない。何より、後に標本に直接に触れられないのでは研究の妨げになる。ただし、微生物やごく小さな部分などの顕微鏡観察の対象はプレパラートの形でこれが行われることもある。
標本の保存、保管は個人の所蔵でなければ博物館、大学などの研究機関にゆだねられる。十分に充実した標本コレクションは、そのような機関にとっては重要な財産である。高等植物の標本コレクション、あるいはその保存機関はハーバリウムと呼ばれる。しかし、博物学の歴史が存在しない日本では、このような観点が乏しい面があり、粗末に扱われている例も聞かれるところである。

## 乾燥標本

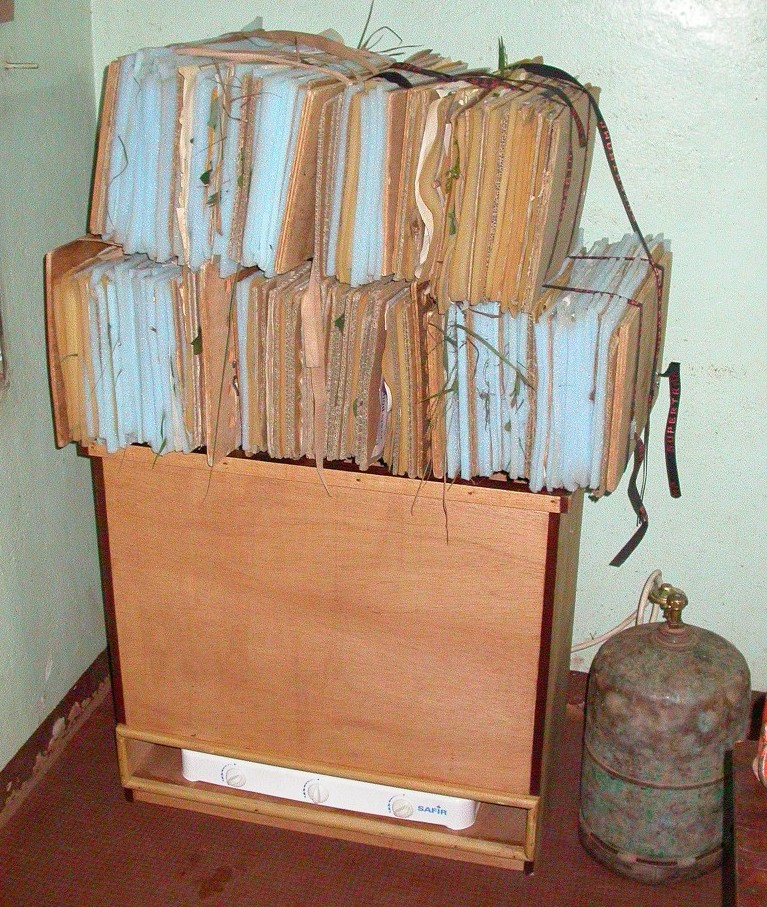
植物標本用の乾燥機。ファンと木製のダクトを組み合わせた手製のもの。

生物体を乾燥させることで保存する方法である。もともと構造がしっかりした生物に使われる。あるいは丈夫な構造のみをこれで保存する。一般的には柔らかいものには適用できない。
できあがった標本は乾燥室に入れて防腐剤を効かせて置けば保存できる。部屋に飾ったり箱に並べることもできるから見栄えもよい。ただし、保存されるのは原則的には外部形態のみである。植物系では細胞壁が残るから細部の構造まで残るが、動物では肉質部分の構造は期待できない。

### 全身を保存
最も簡単な場合は、単に陰干しで標本を作る。コケ類、地衣類、比較的丈夫なキノコ類などに適用される。これらはしっかりとした細胞壁があるので、形を崩さずに標本になるし、細部は縮んでしまうが水に戻すと形態がほぼ復活する。
高等植物は形を残すために紙の間に挟んで伸ばして乾燥させる。いわゆる押し花（押し葉）であるが、専門的には押し葉標本と呼ばれる。海藻などの大型藻類も、ほぼ同様に標本にするが、縮みやすいために特に吸い取り紙を置き、強く圧力をかける。
昆虫も外骨格が発達しているから乾燥標本が作れる。殺虫剤で殺し、足を広げて乾燥させる。詳しくは昆虫採集の項を参照。ただし、昆虫以外の節足動物は、ほとんどが液浸標本を標準としている。
特殊な例では、カビ類にこれを用いる例がある。ペトリ皿に寒天培地を入れて培養したものを、そのまま乾燥させて保存するものである。

### 部分のみを保存
動物などで保存しやすい所のみを選んで乾燥標本とする場合も多々ある。その場合、標本作製の手順はいかに肉質部分を片付けるかにある。たとえば貝類の殻、サンゴ類や脊椎動物の骨格標本などがこれである。
貝類の標本は伝統的には殻のみで行われた。生きた貝が採集された場合には、茹でて身を抜いたり、腐敗させてから洗浄したりといった方法で、肉体部を取り除き、殻のみにして乾燥保存する。脊椎動物の骨格も、同様に茹でてから肉をはぎとり、あるいは漂白剤のように有機物を分解する薬剤で処理する。自然の分解力を用いる方法もある。大柄な動物はそのまま地面に埋めて、一定時間の後に掘り出して洗うという方法も使われる。より積極的に、たとえばカツオブシムシのように死体の肉質や筋を食べる昆虫を使って、それらに食べさせることできれいにする方法もある。
毛皮を標本として残すこともある。保存法は毛皮加工の方法そのものである。さらに、毛皮を組み立てて元の動物の姿を復元するものを剥製という。これらの技術は実用面で発達した部分があり、本来は標本作製を目的にしたものではない。しかし、そのため、実用目的で作られたものにも標本としての価値が認められる場合もある。ジャイアントパンダがヨーロッパに知られた最初の標本は、敷物に加工された毛皮であった。
いずれにせよ、部分のみの標本は、限定的な役割をもつものである。場合によってはとんでもない誤解を引き起こす場合もある。貝殻など、それで全身であると錯覚を起しやすいが、そうでないことはよく把握しなければならない。日本の例であるが、洞窟内で発見された特殊な巻き貝と思われたものが、実はコウモリの蝸牛殻であった、という話がある。

## 液浸標本

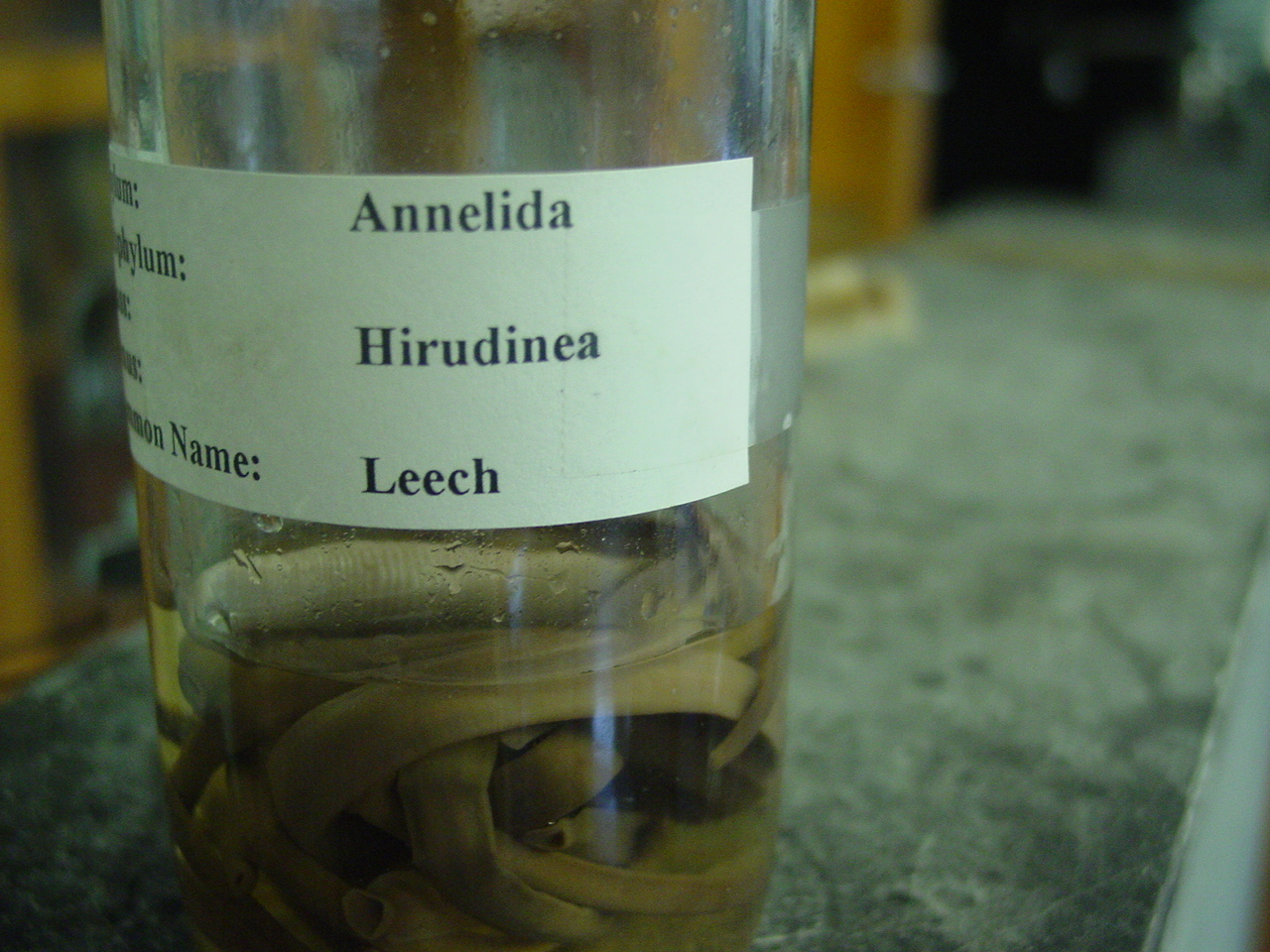
環形動物の液浸標本

生物体を薬液に浸して保存する方法である。比較的体の柔らかい動物に対しても用いられる。キノコもこれが適用される。昆虫など、外骨格があるものも、幼虫は体が柔らかいので、この方法を用いる場合が多い。
うまくできた液浸標本は、内部まで保存されているため、内臓などの特徴も保存できるのも大きな利点である。寄生虫の研究家は、大型動物の標本から自分用の標本にする材料を探す場合もある。
薬液としては、代表的なものにホルマリンとアルコールがある。また、これらに様々な工夫を加えた薬液がそれぞれの分類群で提示されている。往々にして、固定液と保存液は別である。つまり、まず標本を固定液を用いて固定し、その後は保存液中に置く訳である。例えばホルマリンで固定し、アルコールで保存する、といったやり方をする。また、柔らかい動物の場合、刺激によって収縮してしまう場合もある。それを避けるため、その前に麻酔をかける方法もある。
液浸標本は、多くの生物に適用できる標本保存法である。しかし、管理する立場からは、薬液がなくなれば瓶毎に補充しなければならないし、重量も馬鹿にはできない。また、色素を溶解する薬液も多く、大抵の標本は色あせる。また、瓶詰の標本は客間に並べるには無理がある。つまり、鑑賞やコレクションには向かない。そういった点で、この方法は扱いづらいうえに魅力がないが、肉体の保存にはこの方法しかない、という部分がある。
クモなどの小型動物の標本では、薬液の蒸発を防ぐために、標本の入った小型の瓶を大きな瓶に収め、大きい瓶内にも薬液を満たす方法もある。これを二重液浸という。

## プレパラート

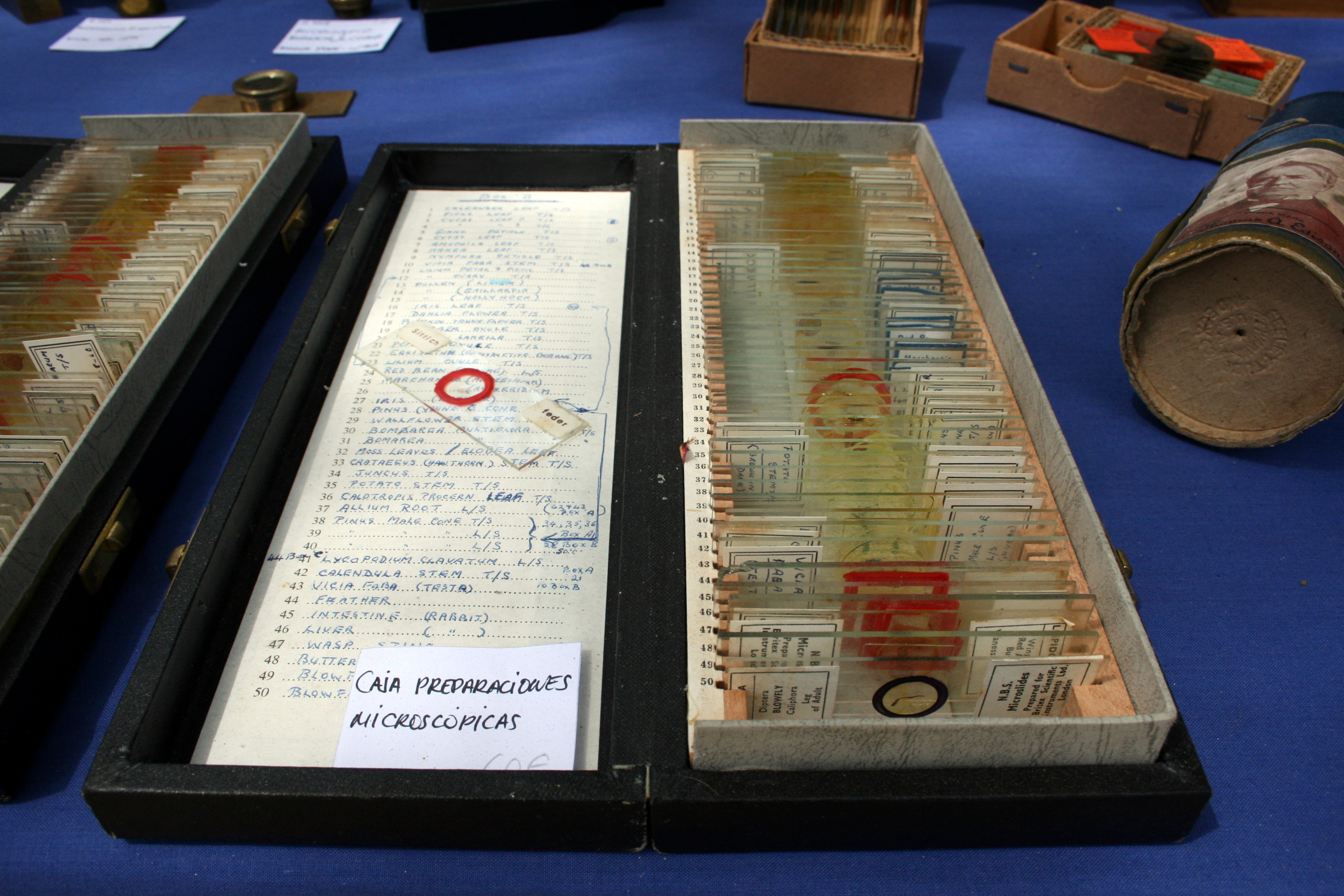
保存されたプレパラート

微小昆虫やダニのような小形動物、組織の微細構造こそが分類学上重要な形質である海藻、さらには微生物などの場合、観察のために顕微鏡を使用する必要がある。そのためにはプレパラートを作成しなければならないが、この際、長い年月にわたって大きく変質しないような固形化する素材に封入して保存できる形にするものを永久プレパラートと呼ぶ。これを作成し、それをもって分類学的研究用に保存し続ける標本とする例もある。これについてはプレパラートの項を参照のこと。

## 標本が作れない生物
上記の方法の中で、柔らかい生物は標本作製の処理の際に崩壊する危険がある。付属肢や突起が脱落するのはまだましな方で、ひどい場合には全身がくずれたりとろけたりする。クラゲ類、特にクシクラゲ類は保存が難しいので有名である。これらの生物では、生体観察による記録が唯一の手掛かり、という例も少なくない。これらの分野では、写真撮影技術が偉大な福音ともいえる面がある。細胞壁をもたない単細胞生物も同様の例である。

## 生物体以外の要素
普通は生物標本といえば、生物の体そのものがあればよい。しかし、例えば貝殻の表面に他の生物が付着している場合、これはその貝殻が海水に直接露出していることを示す特徴であり得る。砂に潜る貝の殻にはそういったものはつかない。したがって、生態的特徴を表すものとして、それを残すという選択もまたある。
植物標本の場合、枯れ葉などは普通は取り外すが、カヤツリグサ科の草では根元に枯れた葉がどのような形で残るかが特徴であるといった例もある。若干内容的には異なるが、樹木の標本を作る際に、枝を鋏で切らずにへし折る人もいる。折れ口やちぎれ方の特徴を残すためである。

## 保存部位の変遷
分類学は、伝統的に形態に重点が置かれてきた。特に、保存しやすい部位、保存する形にした際に見栄えのする部位を重視する傾向があった。ちなみにこの後半の事例は、研究者のコレクション嗜好に因る面もありそうである。
原則的には、生物個体の全体を保存する方法が取られるべきであろう。しかし、標本の管理には手間も暇もかかる。また、その分野の研究が進むにつれて、重要な特徴とされる部分も決まってくる。勢い、そういった部位のみが標本として保存されることになりがちである。しかし、これはさらに研究が進んだ場合に大きな問題を残すことになる場合がある。新たにそれまでとは別の部位の重要性が発見された場合に対応できないからである。
特に20世紀後半からの分子系統学、分子遺伝学の興隆は、標本に必要な部位に大きな変化をもたらした。遺伝子の組成から系統を探索する方法の出現は、それを可能にするために細胞内の分子の情報を必要とする。つまり、形態の保存ではなく、成分の保存の必要性が大きくなったのである。そのため、従来は乾燥標本が作られた昆虫などでも液浸標本が作られる例もあるし、脊椎動物では肉片を液浸標本とする場合もある。